# Diocese de Hildesheim
A Diocese de Hildesheim (em latim: Dioecesis Hildesiensis; em alemão: Bistum Hildesheim) é uma circunscrição eclesiástica da Igreja Católica na Alemanha, sufragânea da  Arquidiocese de Hamburgo. Atualmente é governada pelo bispo Dom Heiner Wilmer, S.C.J..

## Território
A diocese está localizada na parte oriental da Baixa Saxônia, entre Hann. Münden, ao sul do mar do Norte. Inclui também a parte norte do estado de Bremen. A sé episcopal é a cidade de Hildesheim, onde fica a Catedral de Santa Maria.
Sua extensão territorial (30 000 km²) faz dela a maior diocese do país, mas a população é em sua maioria protestante. O território é dividido em 295 paróquias.

## História
A diocese foi erigida no ano 815. Neste período era sufragânea da Diocese de Mogúncia. Entre as antigos sés episcopais do norte da Alemanha (Hamburgo, Bremen, Verden, Minden, Magdeburgo, Halberstadt Ratzeburg, etc.), apenas Hildesheim e Osnabrück permaneceram católicas durante a Reforma Protestante.
O principado eclesiástico durou até a aprovação da secularização pela Mediatização Alemã de 1803. Suprimida, a província eclesiástica de Mogúncia, incluindo Hildesheim, tornou-se parte da Arquidiocese de Colônia.
Em 26 de março de 1824 as fronteiras diocesanas sofreram modificações pela primeira vez desde 815.
Já em 13 de agosto de 1930, através da bula Pastoralis officii nostri do Papa Pio XI, tornou-se parte da província eclesiástica de Paderborn.
Em 24 de outubro de 1994 cedeu parte de seu território em benefício da Arquidiocese de Hamburgo, da qual se tornou sufragânea.

## Estatísticas
A diocese, até o final de 2006, havia batizado 625 461 pessoas, em uma população de 5 700 000, correspondendo a 11,4% do total.